# Viagens Interplanetarias
A série Viagens Interplanetarias é uma sequência de histórias de ficção científica escritas por L. Sprague de Camp, a partir de fins dos anos 1940, sob a influência de histórias contemporâneas de space opera e de espada e planeta, particularmente os romances marcianos de Edgar Rice Burroughs. Transcorrendo no futuro do autor, séculos XXI e XXII, a série recebeu o nome da empresa terrestre semi-estatal que é retratada como monopolizando as viagens interestelares, a brasileira Viagens Interplanetárias (o nome aparece exatamente assim, em português). As histórias também ficaram conhecidas como série Krishna, visto que a maior parte das histórias transcorre num planeta fictício assim denominado.
As histórias de Viagens foram escritas em duas fases; a primeira, entre 1948 e 1953, publicada entre 1949 e 1958, representou uma explosão de criatividade que produziu os quatro primeiros romances ambientados em Krishna e a maioria das tramas passadas em outros lugares, incluindo todos os contos. A segunda fase, produzida num passo mais lento entre 1977-1992, reuniu os quatro últimos romances de Krishna e os dois romances da sequência Kukulkan. As primeiras obras estabeleceram a ambientação de uma futura civilização interestelar cosmopolita, compreendendo terrestres e um punhado de viajantes do espaço alienígenas, que comerciam e discutem uns com os outros, enquanto tentam manter uma governança benigna sobre sociedades planetárias mais primitivas com as quais venham a entrar em contato. As últimas obras assumem, mas ignoram este cenário em larga margem, concentrando-se exclusivamente nas aventuras dos terrestres nos planetas alienígenas de Krishna e Kukulkan.
De Camp formou sua reputação de escritor de ficção científica escrevendo contos, e o conjunto das Viagens representa seu investimento de maior fôlego num único cenário.

## OBrazildasViagens
No universo criado por De Camp, o Brasil é a superpotência mundial, com recursos tecnológicos muito além da presente capacidade de qualquer nação da Terra. Os brasileiros não somente dominam o voo interestelar, mas são capazes de criar continentes inteiros (o que, aliás, deu título ao livro The Continent Makers).

### As histórias
- Krishna
  - "Finished" (1949)
  - "Calories" (1951)
  - "Perpetual Motion" (1950)
  - The Queen of Zamba (1949) [ou Cosmic Manhunt (1954)], ISBN 0-441-69658-9
  - The Hand of Zei (1950), ISBN 0-671-69865-6
  - The Hostage of Zir (1977)
  - The Prisoner of Zhamanak (1982)
  - The Virgin of Zesh (1953), ISBN 0-441-86495-3
  - The Bones of Zora (1983) (com Catherine Crook de Camp)
  - The Tower of Zanid (1958), ISBN 0-441-86495-3
  - The Swords of Zinjaban (1991) (com Catherine Crook de Camp)
- Terra
  - "The Colorful Character" (1949)
  - "The Inspector's Teeth" (1950)
  - "The Continent Makers" (1951)
- Osiris
  - "Summer Wear" (1950)
  - "Git Along!" (1950)
- Vishnu
  - "The Galton Whistle" (1951)
  - "The Animal-Cracker Plot" (1949)
- Ormazd
  - Rogue Queen (1951)
- Kukulkan
  - The Stones of Nomuru (1988) (com Catherine Crook de Camp)
  - The Venom Trees of Sunga (1992)

### Coletâneas
- The Continent Makers and Other Tales of the Viagens (1953; inclui "The Inspector's Teeth," "Summer Wear," "Finished," "The Galton Whistle," "The Animal-Cracker Plot," "Git Along!," "Perpetual Motion" e "The Continent Makers")
- Sprague de Camp's New Anthology of Science Fiction (1953; inclui "Calories" e "The Colourful Character", além de outras histórias fora do cenário das Viagens)
- The Virgin of Zesh & The Tower of Zanid (1983; inclui as obras citadas no título)

### Sobre a série
- James Cambias. GURPS Planet Krishna. Editado por Sean Barrett, Steve Jackson Games ISBN 1-55634-263-2